# Штит (хералдика)
Штитова има разних облика и величина у хералдици, једноставних и претрпаних, историјски аутентичних и крајње непрактичних.
Облик штита који се користи у хералдици је заснован на средњовековним штитовима које су витезови носили у борбу. С обзиром да се овај облик сматра ратоборним и доста мужевним, госпође су често своје грбове стављали на штит лозенж облика тј. ромбоидог облика, док је свештенство своје грбове стављало на овалне штитове. Могући су и други облици штита.
Три фактора су била одлучујућа када се радило о облику раних средњовековних штитова – сврха за коју су направљени, материјал који је био доступан за његово прављење и вид борбе.
Међу првим штитовима су они који су покривали већи део тела. Коришћени су углавном у периоду када су се витезови још увек борили углавном као пешадинци, тако да су им штитови који су били висине човека пружали најбољу заштиту. Такође, пружали су најбољу заштиту од непријатељских стрелаца.
Искуство из крсташких ратова је допринело већој употреби коњице у европским ратовима, тако да су штитови променили облик како би коњаника заштитили првенствено од бочних удараца, пре него од сукоба лицем у лице. Тако се висина штита смањивала, све док није дошло до, данас најпознатијег облика штита, старог француског штита.
Облик старог француског штита је генерално признат као класични облик. То је најприкладнији облик за једноставан хералдички грб, али ствара доста проблема када поље штита треба да се подели.
Један од основних принципа хералдике јесте да мотиви на штиту треба да испуне поље штита али не и да га претрпају. Ово је можда и главни разлог зашто су штитови који никад нису коришћени за битку већ искључиво декоративно, временом постајали све шири при дну. Свакако да је то било доста практично када је поље штита требало делити.
| - A - Chief - B - Dexter - C - Sinister - D - Base - E - Dexter Chief - F - Middle Chief - G - Sinister Chief |  | - H - Honour Point - I - Fess Point - J - Nombril Point - K - Dexter Base - L - Sinister Base - M - Middle Base (ретко) |

У енглеској хералдици је дозвољено да носилац грба на свој штит стави штит свога таста, уколико његова супруга има право наслеђивања очевог грба а нема браћу. У том случају, ставља се у сам центар штита и тиме се исказује да тај носилац грба претендује да буде глава фамилије своје жене.